# Баєнко Володимир Володимирович
Володимир Володимирович Баєнко (нар. 9 лютого 1990, Кальміуське, Старобешівський район, Донецька область, УРСР) — український футболіст, ігровим амплуа якого було центральний захисник.

## Життєпис
Народився в Донецькій області. У турнірах ДЮФЛУ виступав за донецькі «Шахтар» (15 ігор) та «Олімпік» (50 ігор, 1 гол). Далі виступав за аматорські футбольні клуби з чемпіонату області. Перший професіональний контракт підписав напередодні початку сезону 2011/12 із дніпродзержинською «Сталлю», але через травму так і не дебютував у складі свого нового клубу.
Професіональну кар'єру розпочав у 2013 році в команді «Макіїввугілля». Провівши рік в макіївському клубі, у 2014 році перейшов у криворізький «Гірник». У першому ж сезоні у складі команди завоював право на підвищення у класі, після чого ще 2 роки виступав за криворіжців у Першій лізі чемпіонату України. Улітку 2016 року «Гірник» був розформований і Баєнко був змушений шукати новий клуб.
26 червня 2016 року підписав контракт із кропивницькою «Зіркою», яка в попередньому сезоні завоювала право виступати у Прем'єр-лізі. У Вищому дивізіоні чемпіонату України дебютував 30 липня 2016 року, вийшовши у стартовому складі в домашньому матчі проти луганської «Зорі». Протягом першої половини сезону був одним з основних гравців команди, однак після звільнення Даріо Друді і призначення головним тренером Романа Монарьова Баєнко поступово втратив місце в стартовому складі і в січні 2017 року залишив клуб.
В лютому 2017 року підписав контракт з узбецькою «Бухарою», де провів увесь сезон 2017 року.
У лютому 2018 року він на правах вільного агента приєднався до клубу «Рига», який тренував український фахівець Віктор Скрипник. Баєнко практично відразу став капітаном команди, з якою у сезоні 2018 року виграв чемпіонат і Кубок Латвії. За рижан Володимир провів 25 матчів у всіх турнірах і забив 5 м'ячів. 4 лютого 2019 року він покинув латвійський клуб.
З квітня по червень 2019 року Баєнко знову грав за «Бухару», а 14 серпня він став футболістом «Ворскли» (Полтава). В першому ж сезоні Баєнко став фіналістом Кубка України 2019/20. При цьому саме невдалий удар Баєнка, який єдиний серед 18 ударів пробив вище воріт в серії пенальті фінального матчу з «Динамо», призвів до поразки полтавчан у тій грі. Примітно що у півфіналі проти «Маріуполя» Баєнко теж не забив свій післяматчевий пенальті, але тоді команда незважаючи на це пройшла далі.
У січні 2021 року перейшов у якості вільного агенту до естонського клубу «Левадія», за яку відіграв 11 матчів, забив 2 голи, заробив 4 попередження та 2 вилучення. Після цього завершив кар'єру футболіста, перейшовши на посаду генерального директора ФК «Кривбас», на якій перебуває донині.

## Досягнення
- Чемпіон Латвії (1): 2018
- Володар Кубка Латвії (1): 2018
- Фіналіст Кубка України: 2019/20
- Володар Кубка Естонії (1): 2020/21